# San Miguel de Allende
San Miguel de Allende (šp. za „Sveti Mihovil Allendea”) grad i istoimena općina u meksičkoj državi Guanajuato u središnjem Meksiku, oko 97 km od glavnog grada Guanajuata. Grad je nazvan prema svom osnivaču fra Juanu de San Miguelu, a 1826. godine mu je dodano „de Allende” u čast Ignaciju Allendeu, jednom od vođa Meksičkog rata za neovisnost koji je ovdje rođen.
Grad je, zajedno s obližnjim Atontolico svetištem, upisan na UNESCO-ov popis mjesta svjetske baštine u Sjevernoj Americi 2008. godine kao „izvorno mjesto miješanja španjolskih, kreolskih i indijanskih kultura u tzv. „meksičkom baroku” koji je prijelazni stil iz baroka u neoklasicizam”.

## Povijest
Fra Juan de San Miguel osnovao je indijansko selo San Miguel 1542. godine, a 1555. je preraslo u španjolski San Miguel el Grande, naselje osnovano u svrhu zaštite „Puta za Zacatecas”, srebrom bogato rudarsko mjesto. San Miguel el Grande je odabran zbog preglednosti teritorija i obilatosti vodom, koja je bila temeljni element za razvoj poljoprivrede i time opstanak kolonija. 
Tijekom meksičkog rata za neovisnost, 1826. godine, novoosnovana općina San Miguel de Allende je postala prva općina u rukama meksičke vojske. 
Do sredine 20. stoljeća, San Miguel je privukao brojne Meksikance i strance svojom blagom klimom, optimalnom veličinom, bogatim kulturnim životom i atmosferom grada koji je sačuvao kolonijalni karakter. Škola likovnih umjetnosti je postala slavna i u njoj je, između ostalih, predavao slikarstvo i David Alfaro Siqueiros, a školovali su se brojni američki umjetnici nakon Drugog svjetskog rata.

## Znamenitosti
San Miguel de Allende je poznat po arhitekturi „meksičkog baroka” koja je od 2008. god. UNESCO-ova svjetska baština. Do kraja 17. stoljeća bogato naselje je privuklo veliki broj stanovnika i gospodarski resursi su se povećali, što se ogleda u velikim javnim radovima, građanskim i vjerskim građevinama i palačama vodećih španjolskih obitelji u neposrednoj blizini glavnog trga i uz komercijalnog puta na ulazu u naselje. Uglavnom se gradile barokne građevine s bogatim ukrasima autohtonih indijanaca, Otomi i Nahua
U 19. stoljeću došlo je do društvenog i ekonomskog razvoja koji se ogleda u izgradnji novih javnih zgrada koje prikazuju modernu promjenu ukusa. Najupečatljiviji primjer je pročelje Župne crkve, uz glavni trg, Plaza de Armas, gdje su neogotički dijelovi nadodani na građevinu iz 18. stoljeća. Druge urbane i arhitektonske komponente koje svjedoče o modernizaciji grada do kraja 19. i početka 20. stoljeća su Kazalište Angela Peralta i Benito Juárez park.
.
- „Gospina klisura”, piramidalna utvrda Tolteka
- Muzej Casa de Allende
- Dom kulture Ignacio Ramírez
- Templo del Oratorio
- Templo de San Felipe Neri
- Raskošno barokno pročelje Crkve sv. Franje
- Unutrašnjost Župne crkve sv Mihovila Arhanđela
- Općinska palača
- Crkva Gospe od pozdrava (Nuestra Señora de la Salud)
- Kazalište Angela Peralta

## Gradovi prijatelji
San Miguel de Allende je zbratimljen s gradovima:
| - Acquaviva delle Fonti, Italija - Bari, Italija - Brownsville (Teksas), SAD - Carmona, Španjolska - Havana, Kuba - Hino, Japan - Jongno-gu, Južna Koreja - La Habra (Kalifornija), SAD - Laredo, SAD | - Las Heras, Argentina - Los Cabos, Meksiko - Potes, Španjolska - Redlands (Kalifornija), SAD - Roanoke (Virginia), SAD - San Agustín, Florida, SAD - Santa Fe, Granada, Španjolska - Ushuaia, Argentina - West Palm Beach, SAD |

## Vanjske poveznice
- Kalendar događanja u San Miguel de Allendeu  Arhivirana inačica izvorne stranice od 5. kolovoza 2016. (Wayback Machine) (šp.) (engl.)
- Turistički vodič za San Miguel de Allende  Arhivirana inačica izvorne stranice od 6. svibnja 2017. (Wayback Machine) (šp.) (engl.)
- Fotografije na UNESCO-ovim službenim stranicama  Arhivirana inačica izvorne stranice od 5. veljače 2012. (Wayback Machine) (engl.)